# Magdalena Kocoń
Trwa dyskusja nad usunięciem tego biogramu, kliknij i weź w niej udział.
Magdalena Kocoń (ur. 1996) – polska aktorka telewizyjna.

## Wykształcenie
Magdalena Kocoń jest absolwentką Akademii Sztuk Teatralnych im. Stanisława Wyspiańskiego w Krakowie, filii we Wrocławiu (2017–2022). Podczas studiów rozwijała umiejętności aktorskie, taneczne i wokalne.

## Kariera
Debiutowała w etiudzie szkolnej Na dnie (2020). Pojawiła się w serialach: Święty (Klara, odc. 242–243), Pierwsza miłość (2020–2022, epizody), Ojciec Mateusz (2021), Na sygnale (2021), Akademik (2021), Dzielnica Strachu (2022).
Od 2022 roku występuje w serialu Korona królów. Jagiellonowie jako Agata.
W 2024 zagrała Izabelę Konacką w serialu Gliniarze. Od 2024 wciela się także w Darię Włodarczyk w serialu Policjantki i Policjanci; w sierpniu 2025 udzieliła wywiadu na temat roli.

## Filmografia
Serial
- 2020 – Święty jako Klara (odc. 242–243)
- 2020–2022 – Pierwsza miłość (różne epizody)
- 2021 – Ojciec Mateusz (epizod)
- 2021 – Na sygnale (epizod)
- 2021 – Akademik
- 2022 – Dzielnica Strachu
- od 2022 – Korona królów. Jagiellonowie jako Agata
- 2024 – Gliniarze  jako Izabela Konacka
- od 2024 – Policjantki i Policjanci  jako Daria Włodarczyk